# 指図による占有移転
指図による占有移転（さしずによるせんゆういてん）とは、引渡し（占有の移転）の方法の一つであり、占有代理人（直接占有者）によって占有権を有する者（間接占有者）が、自己の占有を第三者へ移転する場合に、占有代理人に対して、以後はその第三者のために占有すべき旨を命じることによって（間接）占有を移転する方法のことである（民法184条）。指図による引渡しとも呼ばれる。

## 概要
例えば、賃貸借契約等により目的物を賃借人Bに占有させている所有者（賃貸人）Aが、第三者Cに目的物を売却した場合、AはCに対し目的物の占有を移転させる（引き渡す）べき義務を負う。その際、AとCが占有を移転させる合意をし、AがBに対し、以後はCのために占有すべき旨を命じれば、指図による占有移転が行われたことになる。
これによって、目的物に外形的な変動がなくても、占有を移転させることができる。
占有代理人の承諾は必要ないが、引渡しを受ける第三者の承諾は必要である（民法184条）。
なお、占有の移転先が占有代理人（上記の例のB）である場合は、指図による占有移転ではなく、簡易の引渡し（民法182条2項）である。
指図による占有移転が、民法192条の即時取得の要件を満たすかどうか問題になるが、判例はこれを肯定している。